# 天主教本達教區
天主教本達教區（拉丁語：Dioecesis Bundana）是坦桑尼亞一個羅馬天主教教區，屬姆萬總教區。
教區成立於2010年11月27日，包括馬拉區本達縣和姆萬區烏凱雷韋縣。2010年有335,000名教友（佔轄區總人口32.7%）、十三個堂區、廿二名司鐸。教區主教現時因雷納圖斯·良納·恩寬德升任姆萬扎總教區總主教而出缺。